# Veloropsis rufoflava
Veloropsis rufoflava là một loài bọ cánh cứng trong họ Cerambycidae.